# 유반
유반(劉磐, ? ~ ?)은 중국 후한 말의 세력가 유표의 조카뻘인 사람이다. 날래고 용맹해 강동의 손씨 정권과 다투었다.

## 생애
형주목 유표의 중랑장(中郞將) 황충과 함께 장사군 유현(攸縣)을 지켰다. 한편으론 손책이 확보한 예장군의 애현(艾縣)과 서안현(西安縣) 등 여러 현을 수차례 침범하였다. 손책은 해혼현(海昬縣, 海昏縣)과 건창현(建昌縣) 등 좌우 6개 현을 나누어 건창도위(建昌都尉)를 설치하고 그 자리에 태사자를 임명해 대항하였다. 유반은 태사자를 상대하기가 녹록지 않았다. 손책의 뒤를 이어 집권한 손권도 태사자가 유반을 제압할 수 있다 여겨 남방의 일을 계속 맡겼다. 이외의 행적은 기록이 없어 알 수 없다.

## 삼국지연의
사서가 아닌 소설 《삼국지연의》에서는 제53회에서만 등장하며 태사자와의 일은 삭제되었다. 유표 사후 유현에서 조용히 살고 있었는데 유비가 장사태수 한현을 정복한다. 유비에게 귀순한 황충이 유반을 천거한다. 유비는 유반에게 장사군을 맡긴다.

## 참고 문헌
- 《삼국지》49권 오서 제4 유요태사자사섭전 태사자전